# Весела (Плетерниця)
45°18′ пн. ш. 17°47′ сх. д. / 45.30° пн. ш. 17.78° сх. д.
Весела (хорв. Vesela) — населений пункт у Хорватії, у Пожезько-Славонській жупанії у складі міста Плетерниця.

## Населення
Населення за даними перепису 2011 року становило 159 осіб.
Динаміка чисельності населення поселення:

## Клімат
Середня річна температура становить 11,10 °C, середня максимальна – 25,62 °C, а середня мінімальна – -6,03 °C. Середня річна кількість опадів – 811 мм.
| Клімат поселення                              | Клімат поселення | Клімат поселення | Клімат поселення | Клімат поселення | Клімат поселення | Клімат поселення | Клімат поселення | Клімат поселення | Клімат поселення | Клімат поселення | Клімат поселення | Клімат поселення | Клімат поселення |
| Показник                                      | Січ.             | Лют.             | Бер.             | Квіт.            | Трав.            | Черв.            | Лип.             | Серп.            | Вер.             | Жовт.            | Лист.            | Груд.            |                  |
| Середній максимум, °C                         | 6,30             | 8,34             | 12,91            | 17,45            | 22,52            | 25,62            | 25,24            | 24,55            | 20,49            | 15,22            | 9,47             | 5,42             |                  |
| Середня температура, °C                       | 0,14             | 2,19             | 6,74             | 11,28            | 16,35            | 19,46            | 21,34            | 20,64            | 16,59            | 11,32            | 5,56             | 1,52             |                  |
| Середній мінімум, °C                          | −6,03            | −3,98            | 0,59             | 5,13             | 10,20            | 13,30            | 17,43            | 16,74            | 12,69            | 7,41             | 1,67             | −2,38            |                  |
| Норма опадів, мм                              | 51               | 50               | 51               | 63               | 75               | 100              | 72               | 69               | 59               | 73               | 82               | 66               |                  |
| Середньомісячна швидкість вітру, м/с          | 1.84             | 2.07             | 2.37             | 2.32             | 2.07             | 1.92             | 1.88             | 1.72             | 1.70             | 1.74             | 1.83             | 1.87             |                  |
| Середньомісячна сонячна радіація, кДж/м²·день | 4304             | 7027             | 10889            | 15283            | 19306            | 21205            | 22244            | 20309            | 14952            | 9250             | 4861             | 3583             |                  |
| --------------------------------------------- | ---------------- | ---------------- | ---------------- | ---------------- | ---------------- | ---------------- | ---------------- | ---------------- | ---------------- | ---------------- | ---------------- | ---------------- | ---------------- |
| Джерело:                                      |                  |                  |                  |                  |                  |                  |                  |                  |                  |                  |                  |                  |                  |